# Модель экономического роста с двумя дефицитами
Модель экономического роста с двумя дефицитами (англ. two-gap model) — экономическая система средне- и долгосрочных регрессионных моделей, в которых темп экономического роста зависит от дефицита внутренних (нехватка сбережений) и внешних (внешнеторгового дефицита) переменных, а экономическое развитие системы формируется за счёт замены внешних источников заимствования на внутренние, а импортные товары на отечественные.

## История создания
Профессор Гарвардского университета Холлис Чинери в статьях «Альтернативы развития в открытой экономике: случай Израиля» 1960 года, «Иностранная помощь и экономическое развитие» 1965 года, «Альтернативы развития для стран Латинской Америки»1970 года и «Внутренние и внешние аспекты планов и процесса экономического развития» 1972 года формирует модель экономического роста с двумя дефицитами.

## Структура модели
Модель состоит из системы разности сбережений и инвестиций, расчёта внешнеторгового дефицита и определения максимального доступного объёма капитальных ресурсов:
{\displaystyle Y=Q},
{\displaystyle Y=C+S+M},
{\displaystyle Q=C+I+X},
{\displaystyle I-S=M-X},
где {\displaystyle Y} — доход, {\displaystyle Q} — выпуск, {\displaystyle C} — совокупное потребление, {\displaystyle S} — валовые сбережения, {\displaystyle I} — валовые инвестиции, {\displaystyle X} — экспорт, {\displaystyle M} — импорт.
Недостаточность инвестиций и внешнеторговый дефицит компенсируется внешним заимствованием, а размер внешнего заимствования {\displaystyle F} для обеспечения заданного темпа роста определяется наибольшим из двух дефицитов:
{\displaystyle I-S=F},
{\displaystyle M-X=F}.
По данным Х. Чинери и А. Страута средний темп прироста сбережений составляет 6—8 %, а максимальные 12—15 %. Таким образом, инвестиции в размере 12—15 % взяты как максимально возможными для поглощения экономикой, а максимальный темп ВВП на уровне 5—7 %:
{\displaystyle F_{t}=F_{0}+(bk-a)(Y_{t}-Y_{0})},
где {\displaystyle F_{t}} — требуемый размер внешней помощи в период времени t,
{\displaystyle b} — максимально возможный темп роста инвестиций,
{\displaystyle k} — приростный капитальный коэффициент (ICOR),
{\displaystyle a} — предельная норма сбережений, или предельная склонность к сбережениям ({\displaystyle a=\Delta S^{1}/\Delta Y}, где {\displaystyle S^{1}} — потенциальные внутренние сбережения).
Первая стадия модернизации экономики заканчивается, когда темп роста инвестиций сравняется с темпом роста ВВП в момент времени t=m, тогда:
{\displaystyle I_{m}=krY_{m}},
где {\displaystyle r} — целевой темп рост ВВП.
Недостаточность сбережений закрывается импортом иностранных товаров и услуг и постепенно приток товаров сокращается, когда {\displaystyle a>kr}, тогда {\displaystyle S=I}, а {\displaystyle M=0}.
Внешнеторговый дефицит закрывается перераспределением инвестиций:
{\displaystyle F_{t}=M_{t}-X_{t}=M_{n}+\mu (Y_{t}-Y_{n})-X_{n}(I+x)^{t-n}},
где {\displaystyle \mu } — предельная склонность к импорту ({\displaystyle \mu =\Delta M/\Delta Y}),
{\displaystyle x} — темп роста экспорта.
Таким образом, внешнеторговый дефицит ликвидируется при:
{\displaystyle x>>r} и {\displaystyle \mu <<\mu _{a}},
где {\displaystyle \mu _{a}} — средняя склонность к импорту.
Достаточный объём сбережений составляет:
{\displaystyle S_{t}=I_{t}-F_{t}=krY_{t}-F_{t}}
и с ростом сбережений удовлетворяется потребность в капиталовложениях, снижается зависимость от импорта и внешних заимствований при {\displaystyle S>I}.
В 1972 году Х.Ченери и Н.Картер скорректировали формулу сбережения от импорта и экспорта:
{\displaystyle S=S_{0}+S_{1}^{1}Y+S_{2}^{1}F+S_{3}^{1}X},
где {\displaystyle S_{1}} — предельная склонность к сбережениям,
{\displaystyle S_{2}}, {\displaystyle S_{3}} — коэффициенты прироста импорта ({\displaystyle F}) и экспорта ({\displaystyle X}) от сбережений ({\displaystyle S}).
В 1972 году Х.Ченери и Н.Картер скорректировали формулу инвестиций с учётом выбытия оборудования и накладных расходов:
{\displaystyle I=b_{1}Y+b_{2}\Delta Y},
где {\displaystyle b_{1}} — доля ВВП, идущая на замену старого оборудования и накладные расходы,
{\displaystyle b_{2}} — предельные соотношение между капиталом и объёмом производства.

## Критика
Модель экономического роста с двумя дефицитами ориентирована на использование капитала, а он является ограниченным ресурсом, ставка же на избыточный ресурс — труд — совсем не учитывается.
Статистика показывает, что развивающиеся страны накапливают внешние долги, стремление к внешнему заимствованию неоправданно, страны продолжают испытывать нехватку как сбережений, так рост внешнеторгового дефицита.